# Tułkowice (województwo podkarpackie)
Tułkowice – wieś w Polsce położona w województwie podkarpackim, w powiecie strzyżowskim, w gminie Wiśniowa.
| SIMC    | Nazwa          | Rodzaj    |
| ------- | -------------- | --------- |
| 0667595 | Budy Różańskie | część wsi |
| 0667603 | Nowa Wieś      | część wsi |
| 0667610 | Podlas         | część wsi |
| 0667626 | Środek         | część wsi |

## Historia
W 1279 biskup firmański Filip de Casate, legat papieski na Węgrzech i w Polsce, potwierdził w Budzie prawo opata klasztoru cystersów w Koprzywnicy do pobierania dziesięciny w Tułkowicach.
W 1600 wieś należała do województwa sandomierskiego i archidiecezji krakowskiej. W 1629 właścicielem Tułkowic i Kożuchowa był Bartłomiej Trzecieski.
W 1873 Tułkowice wchodziły w skład powiatu ropczyckiego.
W latach 1935–1941 miejscowość należała do gminy Wiśniowa, której wójtem był wówczas Jan Zygmunt Mycielski (1901–1972). W 1939 we wsi urodził się historyk i jezuita Ludwik Grzebień.
W latach 1945–1975 i 1975–1998 Tułkowice znajdowały się w województwie rzeszowskim (do 1975 rozleglejszym). Należały do powiatu strzyżowskiego w latach 1954–1975.